# Wilhelm Wiesberg

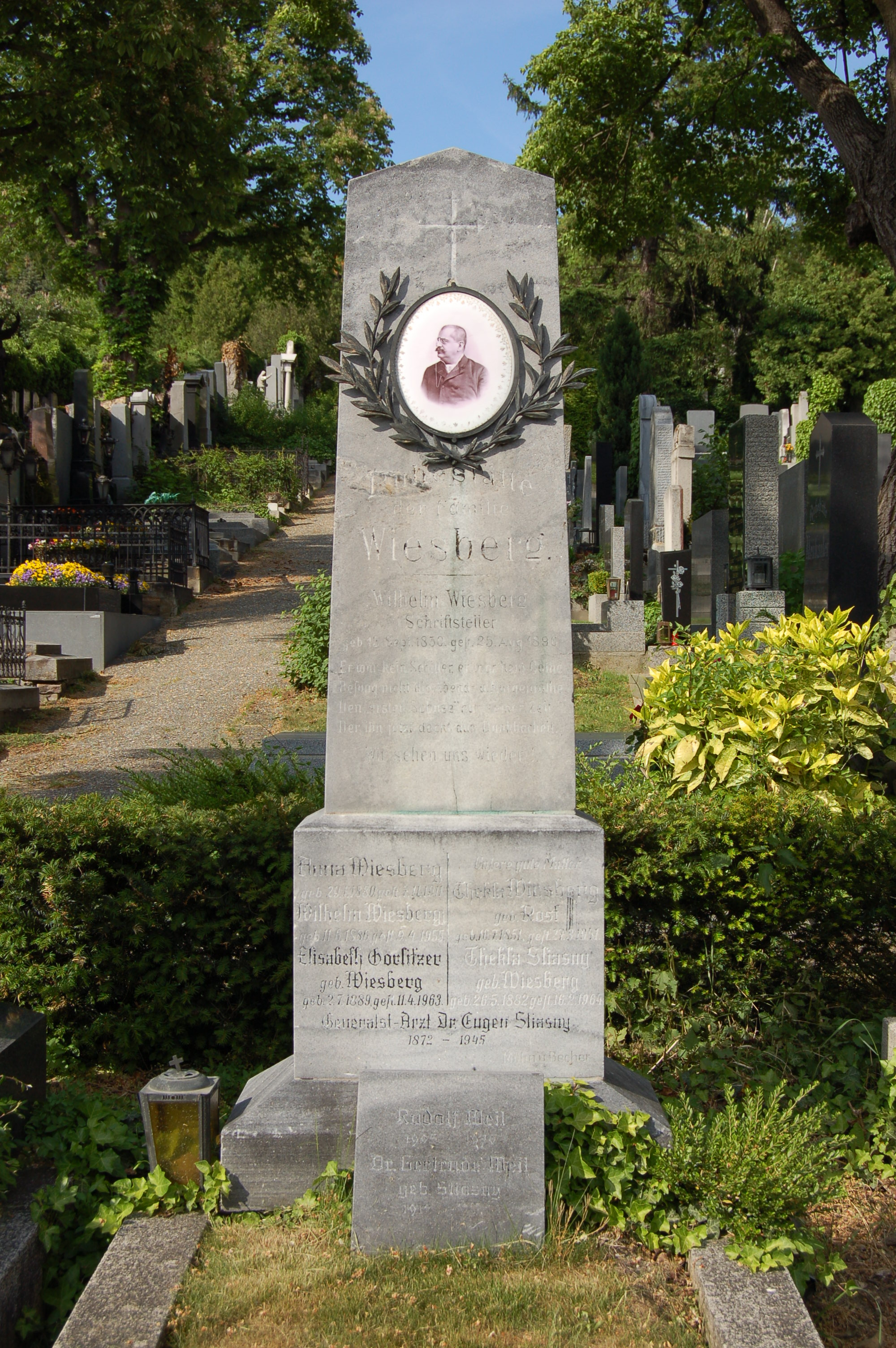
Grabmal von Wilhelm Wiesberg

Wilhelm Wiesberg (* 13. September 1850 in Wien; † 25. August 1896 ebenda; eigentlich Wilhelm Bergamenter) war ein österreichischer Schriftsteller und Volkssänger.
Wilhelm Wiesberg spielte in Kinderkomödien im Wiener Theater in der Josefstadt und war Mitarbeiter der Zeitschriften Figaro, Kikeriki, Zeitgeist und Der Floh. Nachdem er seine Stellung verloren hatte, wurde er Volkssänger. Wiesberg verfasste 72 Possen, 30 Soloszenen und mehr als 1000 Lieder. Dabei arbeitete er oft mit Johann Sioly oder Wilhelm Seidl zusammen.
Seine Grabstätte befindet sich auf dem Dornbacher Friedhof in Wien (Gruppe 3, Nummer 12). Im Jahr 1913 wurde in Wien-Ottakring (16. Bezirk) die Wiesberggasse nach ihm benannt.

## Werke
- 1875: Der Kaninchenfresser, Schwank mit Gesang (Singspielhalle Amon)
- 1885, 1886: Mein’ Vaterstadt in Lied und Wort. [5 Bände][3]
- 1885: Wiener Couplets für Pianoforte und Gesang, gesungen von Wiesberg.[4]
- 1885: Duette für 2 Singstimmen und Pianoforte v. Seidl und Wiesberg.[5]
- 1890: Eine kleine Tanz-Chronik
- 1891: À la Klapphorn. Posse.[6]
- 1893: Fest-Gedicht zur 25jähr. Gründungs-Feier des demokratischen Vereines am Neubau.[7]
- 1894: Draußt und herinn, Couplet für Josef Modl
- All's fahrt am Rad!, Scherzlied, Musik: Johann Sioly
- Da hat der Aff a Freud
- Das is G'schmacksachn, komisches Originallied
- Der Trompeter von Säckingen, Soloszene für Josef Modl
- Die letzte Stunde eines Junggesellen, Soloszene
- Die Näherin!, Musik: Johann Sioly